# Estació Central d'Autobusos de Tel-Aviv

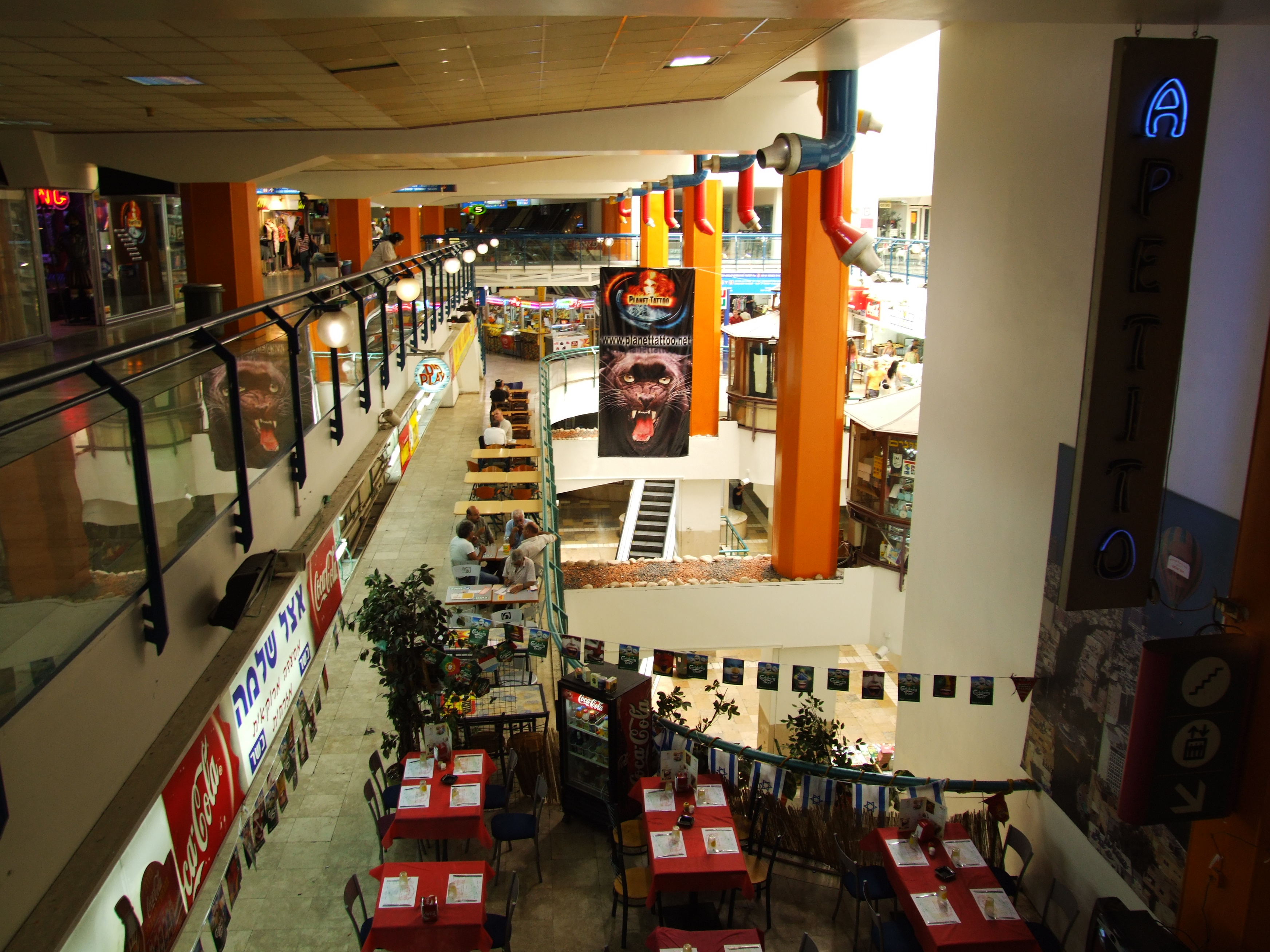
Vista des del sisè pis de l'estació/mall.

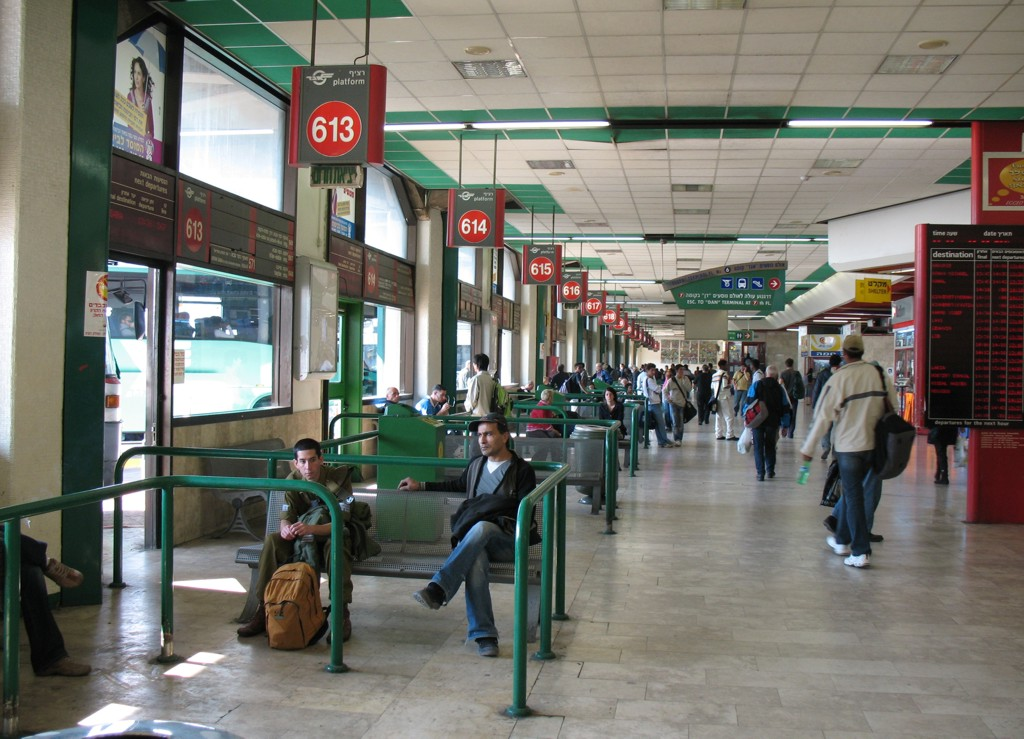
Andanes de sortida en el sisè pis.

L'Estació Central d'Autobusos de Tel-Aviv (en hebreu: התחנה המרכזית החדשה של תל אביב) és la principal terminal de busos de Tel-Aviv (Israel), inaugurada el 18 d'agost de 1993. Està situada en la part meridional de la ciutat. Hi ha busos interurbans de les companyies Egged, Connex, Superbus i Metropoline així com busos urbans i suburbans de Dan, Egged i Kavim.

## Descripció
És l'estació d'autobusos més gran del món, amb una àrea construïda de 230.000 m² i una àrea total de 44 dúnams (44.000 m²). La construcció va començar el desembre de 1967, però va ser detinguda a causa de dificultats financeres dels constructors. Després d'uns 20 anys de paralització de les obres, van ser represes el 1993. Recentment s'han reprès plans originals de construcció per expandir l'estació, incloent un edifici d'oficines de 10 pisos. L'edifici a més inclou un centre comercial de més de 7 pisos, amb 29 escales mecàniques, 13 ascensors i més de 1.000 botigues i restaurants.
Només 3 dels 7 pisos són usats com a part de l'estació de busos. Les entrades principals estan situades en els costats nord i est del quart pis, que està a nivell del carrer, i moltes línies de busos urbans de la ciutat tenen parada al carrer Levinsky, en la cara nord de l'estació. A més, els taxis compartits o Monit Sherut surten del carrer Tzemach David, en la cara est de l'estació. La majoria dels busos interurbans surten de les plataformes situades en l'ala nord de l'estació, en el sisè pis. En el setè pis, que va ser afegit als plans originals, es troba una plataforma pels busos locals en l'ala nord i una altra per a destinacions de la regió de Gush Dan i una altra per als busos que surten cap a Galilea en l'ala sud del mateix.
Els dos nivells inferiors, que originalment eren usats per a busos locals, estan virutalment abandonats avui dia. Els pisos 3 i 5 són usats com a àrea de tendes, i es troben mig buits. L'Estació Central de Busos de Tel-Aviv està situada prop de l'estació de ferrocarril HaHagana, però no hi ha comunicació directa entre elles. L'estació és coneguda pels seus problemes estructurals. La navegació dins de la mateixa no és senzilla a causa de la manca de suficient informació, senyalització i mapes per a l'usuari. L'edifici ha passat a ser un sinònim a Israel del mal disseny arquitectònic.